# 1937 في البرتغال
فيما يلي قوائم الأحداث التي وقعت خلال عام 1937 في البرتغال.

## رياضة
- 2 مايو – الدوري البرتغالي الممتاز 1936–37 الفائز نادي بنفيكا.

## مواليد

### يناير
- 9 يناير – ماريو لينو
- 11 يناير – ميغيل تيليس أنتونيس إحاثي برتغالي.

### مارس
- 20 مارس – أنطونيو هنريكس موراتو لاعب كرة قدم برتغالي.

### أبريل
- 1 أبريل – باولينو لايت مجدف برازيلي.
- 13 أبريل – جوزيه أوغوستو دي ألميدا لاعب كرة قدم برتغالي.
- 18 أبريل – جواكيم كارفاليو لاعب كرة قدم برتغالي.

### مايو
- 10 مايو – ألفريدو هنريكس ناسيمنتو لاعب كرة قدم برتغالي.
- 20 مايو – ماريا تيريزا هورتا كاتبة برتغالية.

### يونيو
- 26 يونيو – جواو كوتيليرو فنان برتغالي.

### يوليو
- 6 يوليو – إرنستو فيغيريدو لاعب كرة قدم برتغالي.
- 15 يوليو – فرناندو مينديز

### سبتمبر
- 22 سبتمبر – راؤول ماتشادو لاعب كرة قدم برتغالي.

### نوفمبر
- 13 نوفمبر – ماريا أورورا كاتبة برتغالية.

### ديسمبر
- 28 ديسمبر – خورخي نونو بينتو دا كوستا رائد أعمال برتغالي.

## وفيات

### مايو
- 11 مايو – أفونسو كوستا (مواليد 1871) سياسي برتغالي.